# Zhangixalus suffry
Zhangixalus suffry (Rhacophorus suffry )es una especie de anfibio anuro perteneciente a la familia Rhacophoridae.

## Hallazgo
Esta especie de rana fue descubierta en el año 2007 en los estados de Arunachal Pradesh, Assam y Nagaland (India), situados en el Himalaya Oriental, siendo una especie endémica.

## Hábitat y características
Es una especie de rana arbórea-voladora que se encuentra en bosques húmedos y entre las plantaciones de caña de azúcar, bananas y de té, generalmente con zonas pantanosas, y presenta patas de color rojo cuyas membranas utiliza para desplazarse por el aire.